# Jean Bouin (cursa)
La Jean Bouin és una cursa atlètica de caràcter popular que cada any es fa a Barcelona des del 1920. És l'esdeveniment atlètic vigent més antic de Catalunya. Està organitzada pel diari El Mundo Deportivo, i des de 1946 és una cursa internacional.
La cursa es fa en un circuit urbà a la muntanya de Montjuïc, i compta amb un programa de 16 curses de 25 categories diferents, i amb recorreguts de diferents distàncies. A les proves professionals, masculina i femenina, solen participar els millors atletes internacionals. Els atletes amb més triomfs de la cursa han estat Gregorio Rojo, sis vegades guanyador de la prova masculina, i Encarna Escudero, set vegades guanyadora de la femenina.

## Història
La Jean Bouin va ser concebuda el dia 1 de febrer de 1920 per un grup de periodistes amants de l'atletisme: Josep Antoni Trabal, Luis Meléndez i Rossend Calvet que, precisament, va guanyar la primera edició, els quals van convèncer el propietari del setmanari El Sport i president del CE Europa perquè organitzés la cursa. Els tres fundadors van triar el nom en honor de Jean Bouin, un mític atleta francès dels anys deu, que va ser subcampió olímpic de 5.000 metres als Jocs Olímpics d'Estocolm de 1912 i plusmarquista mundial de 10.000 metres i que va morir tràgicament el 1914 al front de la Primera Guerra Mundial.
Des de la primera edició, la Jean Bouin ha viscut multitud de circumstàncies que han alterat les característiques de l'esdeveniment.
Entre 1936 i 1939 va ser interrompuda per la Guerra Civil espanyola. Durant els primers anys de la postguerra, les autoritats polítiques franquistes van obligar a canviar-ne el nom, i va ser rebatejada «Gran Premi d'Any Nou». També va ser suspesa en els anys 1955 i 1967. El circuit també va ser objecte de canvis al llarg dels anys: va haver-hi arribades a l'Arc del Triomf, Passeig de Sant Joan, Rambles i Montjuïc, on es va assentar des de l'any 1973.

## Fets destacats
L'atleta femenina Maria Víctor guanyà aquesta cursa cinc anys seguits, 1947, 1948, 1949, 1950 i 1951